# Calgary Sports and Entertainment
Calgary Sports and Entertainment Corporation, tidigare Calgary Flames,  L.P., är ett kanadensiskt företag som äger och driver Calgary Flames i National Hockey League (NHL); Calgary Hitmen i Western Hockey League (WHL); Calgary Roughnecks i National Lacrosse League (NLL); Calgary Stampeders i Canadian Football League (CFL) samt Stockton Heat i American Hockey League (AHL).
Bolaget bildades 1980 när affärsmannen Nelson Skalbania och ett konsortium med bland annat Harley Hotchkiss och Daryl Seaman köpte upp det dåvarande NHL-laget Atlanta Flames med intentionen att ta organisationen till Calgary i Alberta.
14 juni 2011 blev det klart att bolaget köpte lacrosselaget Calgary Roughnecks i NLL, efter att den dåvarande ägaren fick ekonomiska problem. Det spekulerades om att köpeskillingen låg på runt C$3 miljoner.
Under första kvartalet av 2012 förvärvade bolaget en majoritetspost i det kanadensiska fotbollslaget Calgary Stampeders i CFL. Innan dess hade de bara en minoritetspost på tio procent. I och med det förvärvet äger bolaget samtliga professionella lag i staden Calgary.

## Tillgångar

### Nuvarande
- Calgary Flames (NHL)
- Calgary Hitmen (WHL)
- Calgary Roughnecks (NLL)
- Calgary Stampeders (CFL)
- Stockton Heat (AHL)

### Tidigare
- Adirondack Thunder (ECHL)